# Falschfarben
Eine Falschfarbendarstellung oder Fehlfarbendarstellung ist eine Grafik, in der gezielt Farben verwendet werden, die vom natürlichen Farbeindruck abweichen. Daher rührt auch die Bezeichnung Falschfarben oder Fehlfarben. Wissenschaftler verwenden diese, um feine Nuancen eines Farbtons oder einer Graustufe in einem Bild deutlich unterscheidbar zu machen. Bei der Falschfarbendarstellung im wörtlichen Sinne werden die Farbkanäle des Originalbildes anderen Farben zugeordnet – beispielsweise Rot zu Blau und Blau zu Grün.
Bei der Farbkodierung werden einzelnen Helligkeitsstufen eines Farbtons verschiedene Farbwerte zugeordnet. (Siehe auch Äquidensiten)

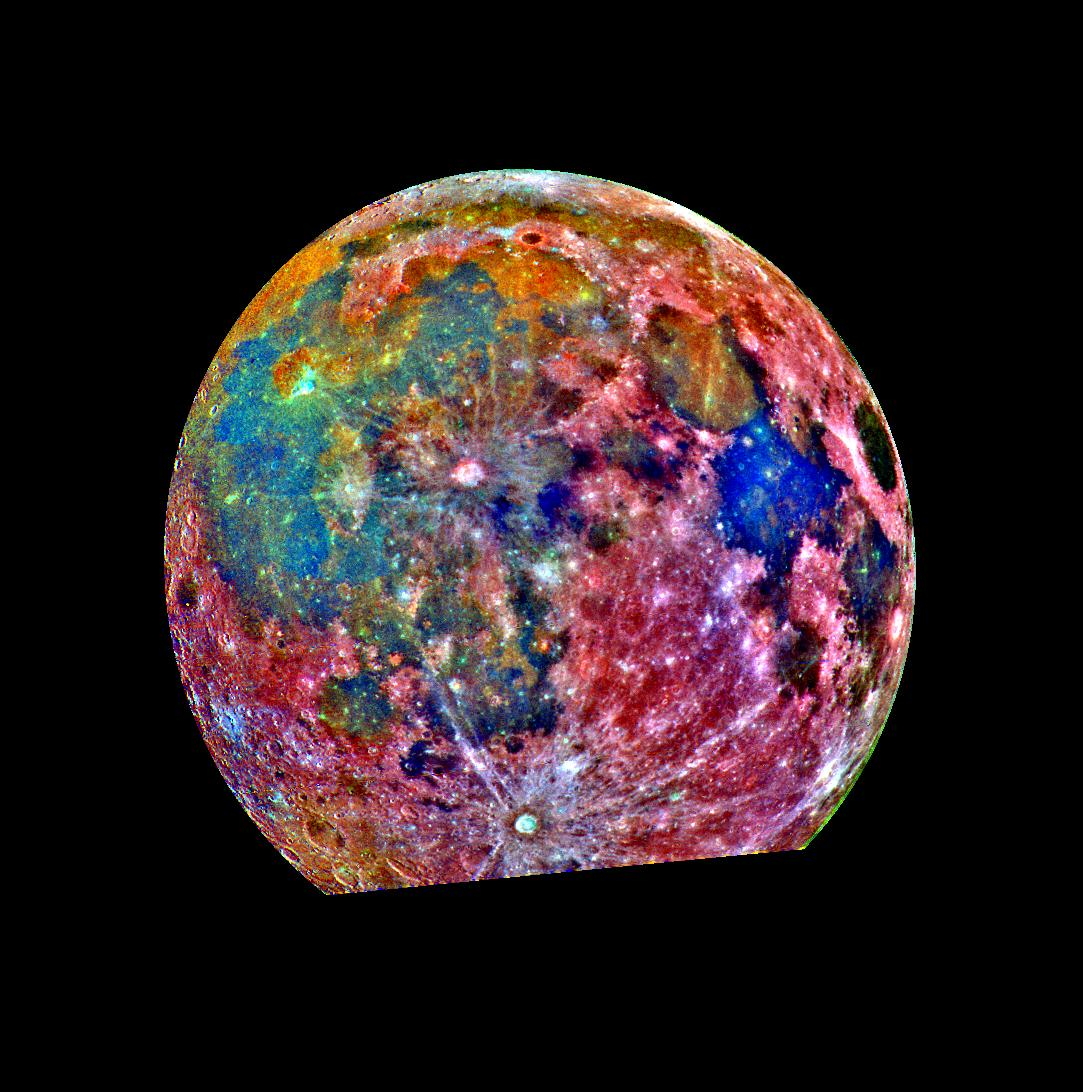
Ein Falschfarbenbild des Mondes, aufgenommen mit drei Farbfiltern

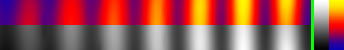
Farbkodierte Darstellung (oben) eines Graustufenbildes (unten). Rechts die verwendete Farbskala.

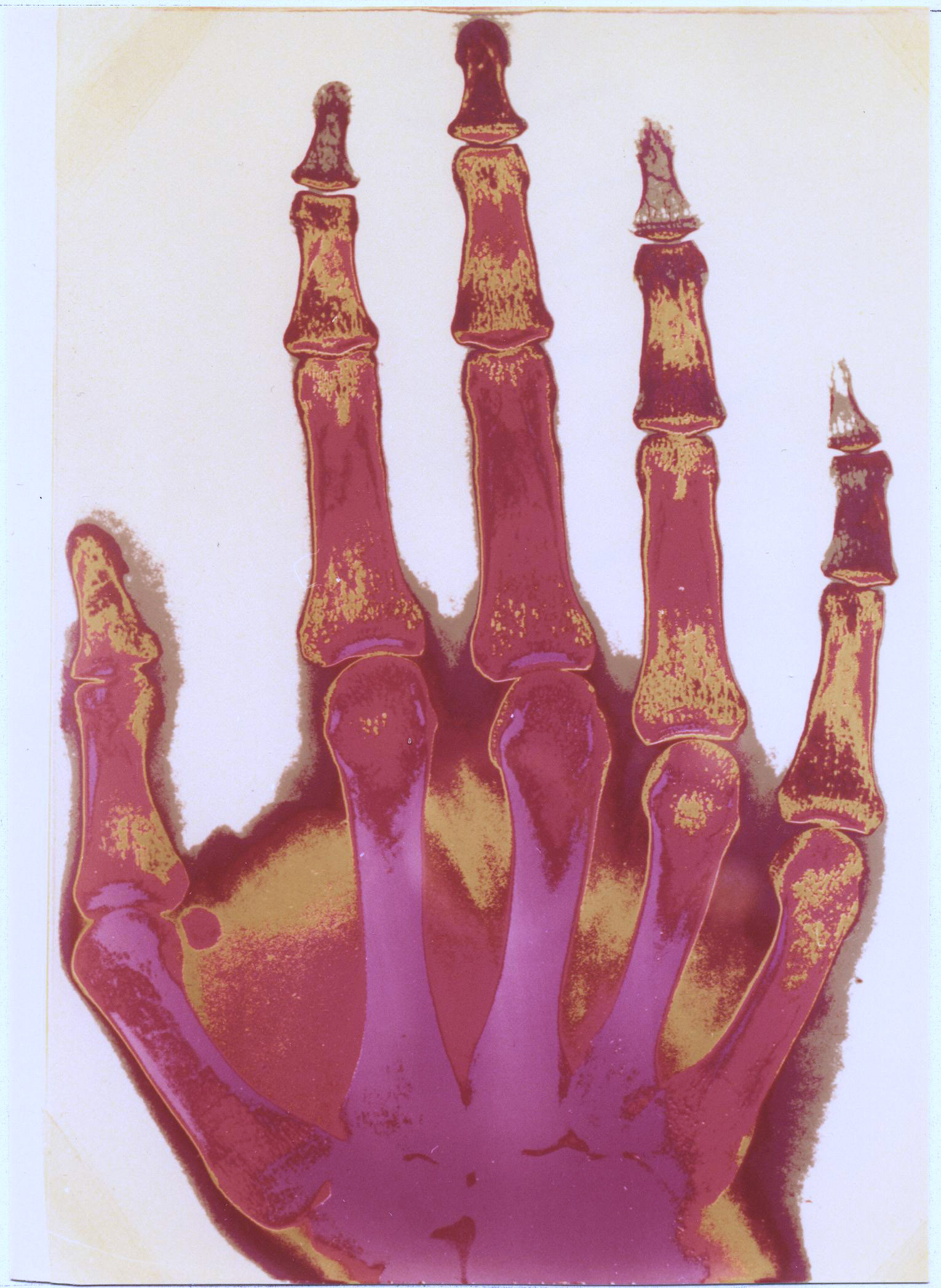
Farbkodierung durch farbige Äquidensitenschar einer Röntgenaufnahme (rechte Hand)

## Wahrnehmung

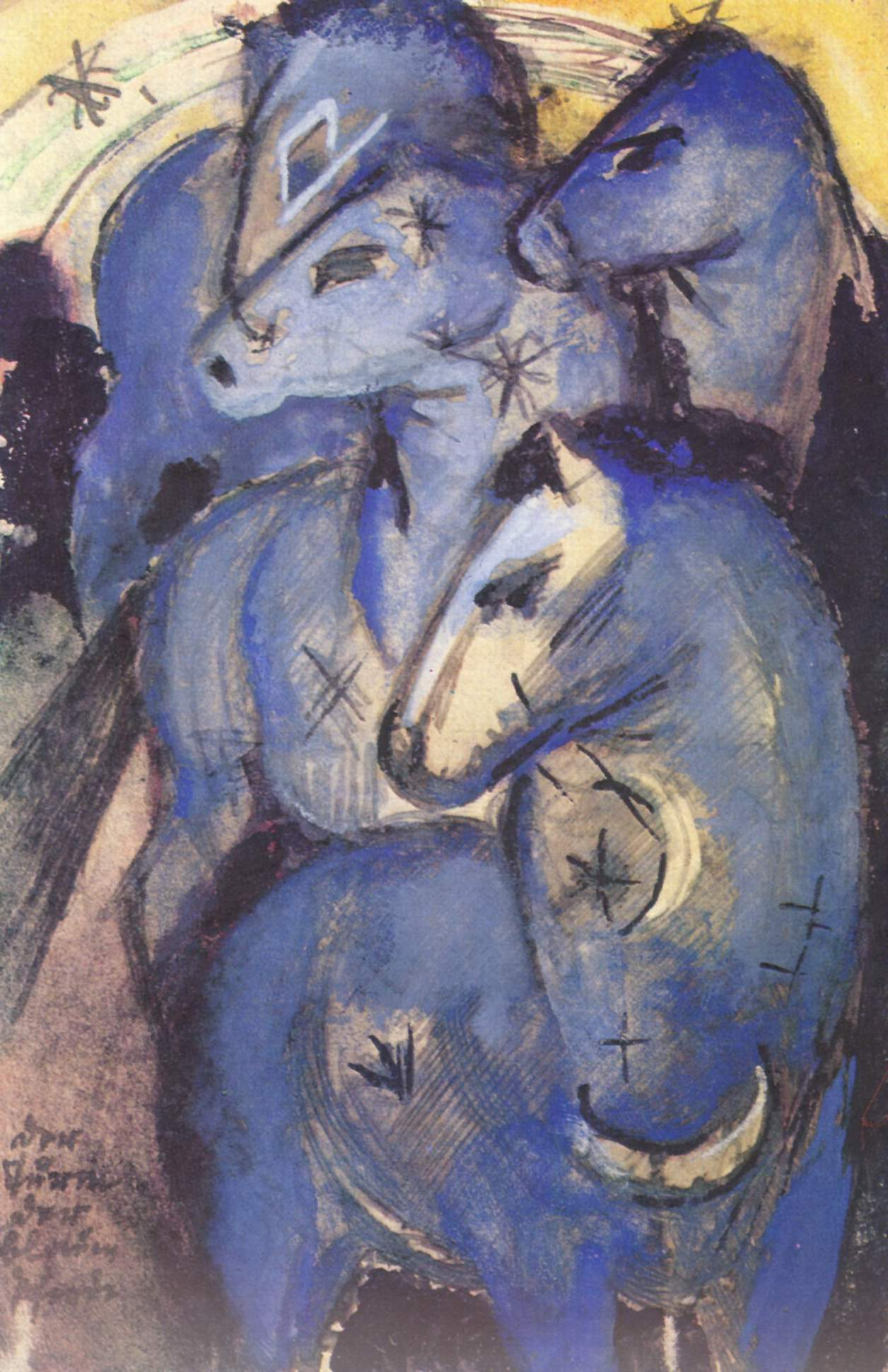
Pferde haben viele Fellfarben, aber Franz Marc gibt sie in seinem Bild als blau wieder

Der Mensch kann natürliche Farbreize als Farbvalenz wahrnehmen. Diese Transformation des physikalischen Signals in eine psychologische Wahrnehmung erfolgt in dem natürlichen (angeborenen) und „erfahrungsgemäß beeinflussten“ LMS-Farbraum. So wird ein Farbreiz bestimmter spektraler Zusammensetzung von allen normalsichtigen Menschen aus unterschiedlichen Kulturkreisen nahezu gleich „gesehen“. Üblicherweise ist es das Ziel einer bildlichen Darstellung, die Naturfarbe empfindungsgemäß korrekt darzustellen, indem die Transformation dem Sehsinn gerecht erfolgt.
Kunstmaler mit der ältesten „bildgebenden Methode“ haben ihre künstlerische Freiheit genutzt. Dem Maler gelingt es, die am Modell wahrgenommene Farbvalenz willentlich durch Auswahl der Farbmittel seiner individuellen Palette als anderen Farbreiz auf der Leinwand darzustellen. Als Beispiele sind hier zu nennen Blaues Pferd I, Die gelbe Kuh von Franz Marc sowie Blaue Pferde auf rotem Gras von Michail Filippowitsch Schatrow; leicht finden sich weitere Gemälde.
Durch bildgebende Verfahren ist es möglich, die spektrale Zusammensetzung der Bildelemente auf der „Eingangsseite“ in einen anderen Farbraum umzuwandeln und so als Falschfarbe auszugeben. Unbeabsichtigt passiert es beim Versagen des automatischen Weißabgleichs als Farbstich. Bei den gewollten Anwendungen können geringe Unterschiede im Farbton in deutlicher sichtbare umgesetzt werden.
Der Falschfarbendarstellung liegt das Prinzip zugrunde, dass die Farbwahrnehmung des menschlichen Auges zwar auf einige hundert Helligkeitsstufen eines Farbtons begrenzt ist, aber etwa eine Million Farbschattierungen unterscheiden kann. Statt einer Grauskala, die von weiß bis schwarz reicht, wird eine Farbskala verwendet, die von gelb über rot bis blau reichen kann. Dadurch entstehen Bilder, die Details wesentlich deutlicher erkennen lassen, sofern der Farbgradient für das Auge gleichmäßig verläuft: Wissenschaftliche Farbskalen stellen nicht nur Gradienten im Bild unverzerrt dar, sondern sind auch für Leser mit jeglicher Form von Farbsehschwächen lesbar.

## Anwendungen

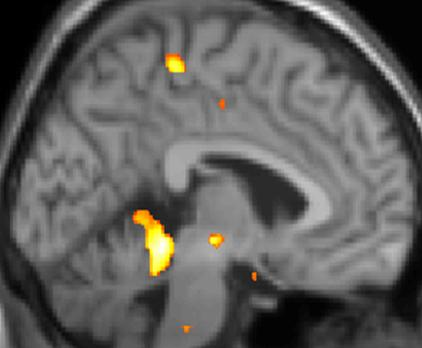
Farbkodierte Darstellung eines PET-Bildes der Gehirnaktivität

### Falschfarbendarstellung
Luftbildaufnahmen und Satellitenbilder sind klassische Anwendungsgebiete der Falschfarbendarstellung. Bei diesen Bildern wird häufig nicht mit Farbfilmen gearbeitet, die auf eine möglichst natürliche Farbwiedergabe für das menschliche Auge optimiert sind, sondern es werden einzelne Spektralbereiche mit Farbfiltern auf Schwarzweißfilme oder farbunempfindliche elektronische Sensoren abgebildet. Auch unsichtbare Strahlung wie ultraviolettes oder infrarotes Licht kann so aufgenommen werden. Solche multispektralen Aufnahmen sind beispielsweise geeignet, um leicht Vegetationsflächen von Ödland oder bebautem Gebiet zu unterscheiden, selbst wenn diese für das menschliche Auge eine ähnliche Farbe haben. In einer Falschfarbendarstellung kann beispielsweise der Vegetation ein Rotton zugeordnet werden und dem Ödland ein Blauton.

### Farbkodierung

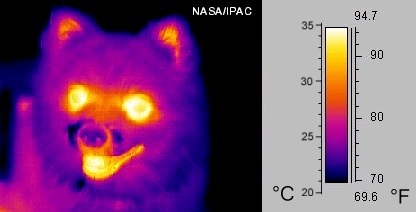
Farbkodiertes Wärmebild eines Hundes

Viele bildgebende Verfahren der Medizin, wie die Magnetresonanztomographie, Ultraschall oder Röntgentomographie, oder der Physik, wie die Thermographie, erzeugen Bilder, die keine Farbinformation enthalten. Für solche Bilder erzielt man eine farbkodierte Darstellung, indem die einzelnen Graustufen durch unterschiedliche Farben repräsentiert werden, um kleine Nuancen im Bild deutlich zu erkennen. Bilder zur Darstellung von Temperaturunterschieden werden Heatmap genannt. Eine unverzerrte und universell-lesbare Darstellung von Daten wird mit wissenschaftlichen Farbskalen erreicht.
Beispielsweise können in einer Röntgentomographie verschiedene Gewebetypen in verschiedenen Farben dargestellt werden. Grundlage dafür ist eine hohe Farbauflösung des verwendeten Scanners.